# Virginie Pouchain
Virginie Pouchain (ur. 1980) – francuska piosenkarka z departamentu Ardèche w południowej Francji. 
W 2006 roku reprezentowała swój kraj na Konkursie Piosenki Eurowizji piosenką Il Était Temps. W ostatecznej klasyfikacji zajęła 22 miejsce.